# 土官 (臺灣)
土官制度，為荷蘭東印度公司、明鄭或大清帝國統治臺灣的政府機構，於原住民部落中遴選可負責協調的首腦人物，充當政府與該原住民的溝通管道。其遴選方式可能是由官方指派，亦可能由部落住民推選。而選出的土官並非該族社部落酋長，於兩造之間也沒有任何絕對的權力。
土官制度並不是平埔族原有的政治制度。平埔族的長老會議，本來並沒有首領；荷蘭人在與平埔族訂立的協約中，都規定各社必須聽命於福爾摩沙長官從長老中選出的首領。
荷蘭人大概是為了傳遞命令及召集開會方便，才設置首領。不過，這首領在長老會議中似乎沒有突出的權柄，似僅可謂長老會議的代表而已。然而，平埔族的長老會議到了鄭、清時期，似逐漸衰微，而首領則成為土官、土目或領目。
《諸羅縣志》云：土官之設，始自荷蘭，鄭氏因之。國朝建設郡縣，有司酌社之大小，就人數多寡，給牌各為約束，有大土官、副士官名目，使不相統攝以分其權，且易為制。事實上，這所謂土官是鄭、清名目，荷人則稱之曰首領。
荷蘭統治時期，平埔族族社首領有由荷蘭人從平埔族長老中選任者，似亦有由族民直接選出者。清治初期，平埔族土官亦是由族眾推任，地位並沒有特別尊崇之處，有沒有任期則未能確知。不過後來似有先由先由族眾推舉，然後經官方任命，也有由官方逕從社內有力者選任之。被任為土目者，則必須提出結狀，獲准後給付戳記，以確保其職權。漢人社會制度投射的結果土官制度後來似逐漸成為世襲，並造成了平埔族的貴族階層。
清領之初，《臺灣紀略》即云：土官有正，有副大社至六、七人，小社三、四人。隨其支派，各分公廨有事咸集於廨以聽議，小番皆宿外供役。土官人數尚多，顯有長老會議遺跡。所以在配置數量上，此土官於小型的族群「蕃社」中可能只有一名，大社則會設置正與副多名。選出後，清政府會給予該土官身分證明或牌照，其權限與任務為約束族群與負責族群行政業務。該土官名稱為土目，比敘從九品文官起任，權限則官方公差指派，勞役與收租納稅。族群酋長若任土官者，亦有加授七品武職，於有民亂時，領部落社眾從征之。另外，土官也要經由漢人擔任的通事來與官方溝通。整的來說，土官的權利與威望既不能與族群酋長相比，也無法跟通事比評。清政府便是透過通事制度，直接統治平埔族，而通事荼毒平埔族人也幾與清治時期相始終。
部分學者更認為，土官設立導致的勞役增多等現象，為平埔族耕地減少與最終漢化的原因之一。